# Wilbur Thompson
Wilbur Thompson   (Frankfort, 6 d'abril de 1921 - Los Angeles, 25 de desembre de 2013) va ser un atleta estatunidenc, especialista en el llançament de pes, que va competir durant la dècada de 1940.
Mentre estudiava al Modesto Junior College va guanyar el títol nacional universitari juvenil de 1939 i 1940. Després de servir a l'exèrcit dels Estats Units durant la Segona Guerra Mundial, el 1946 va quedar segon als campionats de la NCAA. El 1948 va prendre part en els Jocs Olímpics d'Estiu de Londres, on va guanyar la medalla d'or en la prova del llançament de pes del programa d'atletisme. En aquests Jocs aconseguí el millor llançament de la seva carrera esportiva amb 17m 12 cm.
Thompson es va graduar amb un màster en enginyeria del petroli i més tard va treballar en la producció de petroli i a la California State Lands Commission.

## Millors marques
- Llançament de pes. 17,12 metres (1948)[3]